# Josef Ludl
Josef Ludl (3. června 1916, Dalovice – 1. srpna 1998, Praha) byl český fotbalista a československý reprezentant.

## Sportovní kariéra
S fotbalem začal v Mladé Boleslavi, odkud odešel do Viktorie Žižkov. V ní byl v letech 1934–1939, v roce 1936 s ní vybojoval postup do 1. ligy. Jako hráč Viktorky hrál i na francouzském šampionátu, ale vrchol kariéry prožil ve Spartě Praha, s níž získal tři mistrovské tituly, dva československé (1946, 1948), jeden protektorátní (1944). Roku 1944 vyhrál se Spartou český pohár. Hrál v rudém dresu v letech 1939–1951, tedy 12 let. Za Spartu sehrál 417 zápasů (213 ligových) a dal 394 gólů (99 ligových). Celkem dal 128 ligových branek a je tak členem Klubu ligových kanonýrů. Hrál zprvu na postu levé spojky, později býval levý záložník. Byl menší postavy, subtilní, neúnavný bojovník, technicky nadaný.
Byl účastník mistrovství světa ve Francii roku 1938 (nastoupil v obou zápasech proti Brazílii). Za československou reprezentaci odehrál 16 zápasů a vstřelil 6 gólů. V roce 1947 byl členem mužstva Evropy k utkání proti Velké Británii, zahrál si na pozici levého záložníka.
Kariéru v roce 1951 ukončil kvůli vážnému zranění.

## Trenér
Krátce pak působil jako trenér (Spartak Hradec Králové, SONP Kladno, Jednota Trenčín)

## Další život
Později se vrátil ke svému původnímu povolání hromosvodáře.